# Униао де Лейрия
Униа̀о Дешпортѝва де Лейрѝя кратка форма Униао Лейрия (на португалски: União Desportiva de Leiria, на португалски се произнася най-близко до Униау Дешпортива ди Лейрия) е португалски спортен клуб. Основан през 1966 г., той е най-младият професионален клуб в Португалия.
Униао Лейрия е един от най-уважаваните клубове в Португалия. Техните най-големи съперници в Португалия са Бейра Мар, Навал и Академика Коимбра с които принадлежат към една и съща географска област. В Португалската лига клуба обикновено е претендент за челните места даващи му право на участие в турнира за Купата на УЕФА. През сезон 2007 – 08 завършва в дъното на таблицата и изпада в Лига де Онра.

## Успехи
- Лига Сагреш 5-о място 2:

2001, 2003
- - Финалист за Купа на Португалия 1:

2003
- - Финалист за Суперкупа на Португалия 1:

2003
- Шампион на Лига де Онра 1:

1998
- 1-ви кръг за Купа на УЕФА 2:

2004, 2008
- Носител на Купа Интертото 11:

2007
- - Финалист за Купа Интертото 1:

2004

## Известни бивши футболисти
- Луиш Билро Перейра
- Уго Алмейда
- Жоао Пауло
- Дерлей
- Елтон
- Фелипе Машадо

## Бивши треньори
- Жозе Моуриньо
- Домингош Пасиенсия